# Мирное (Алтайский край)
Мирный — упразднённый посёлок в Немецком национальном районе Алтайского края. На момент упразднения входил в состав Протасовского сельсовет. Исключен из учётных данных в 1985 году.

## География
Посёлок располагался в 4 км к северо-востоку от села Протасово.

## История
Основано в 1909 году, немцами-переселенцами из Причерноморья. До 1917 года меннонитское село Орловской волости Барнаульского уезда Томской губернии. После революции в составе Маленьковского сельсовета. В 1931 году организован колхоз им. К. Маркса. С 1953 г. отделение колхоза им. Энгельса. Жители переселены в село Протасово.
Решением Алтайского краевого исполнительного комитета от 17.07.1985 года № 197 посёлок исключён из учётных данных.

## Население[2]
| год     | 1911 | 1926 |
| ------- | ---- | ---- |
| человек | 216  | 271  |